# 072III型大型登陆舰
072III級登陸艦（北約代號Yuting-I class，或译“玉亭”I級），由上海沪东中华造船厂建造，是继072II型之后中华人民共和国于1992年推出新型大型坦克登陆舰。
072III型是072II型的改良型，外形变化较大，在动力、材料、电子设备、武备等项目都进行了改进，较之玉坎级本型最大的变化是舰尾首次增设大型飞行甲板不设机库，可供中型直升机起降。072III型舰楼前部设置2部起重机，可用于装卸车辆物资，舰楼两侧设有人员通道，舰体内为贯通式坞舱，舰内车辆储存空间达810平米，用于运输时可搭载2000吨物资，车辆可由舰艏舱门通过跳板或后部坞门跳板进出。072III型是海军第一种可搭载中型直升机和724型气垫登陆艇（排水量6.35吨，航速40节，航程100海里，可搭载两栖部队10人）的大型两栖作战舰只，可担负两栖登陆作战、人员物资运输，辅助补给等多种任务，它的装备使中国两栖作战模式从以往单一平面登陆发展到立体登陆方式。本级因為1996年情勢的刺激，數量比較多，共建11艘，均现役中。
936海洋山号已被改装，舰首安装了一门大型舰炮，一般推估是为了进行电磁炮试验。